# 水晶兰科
水晶兰科（Monotropaceae）共有10属15种，分布于全球温带和热带的山区，生育環境分佈於海拔1500－3000公尺以上，常見於冷涼潮濕的針闊葉混合林間。中国有4属5种，生长在西南至东北一带。
水晶兰科植物为无叶草本异养植物，没有叶绿素，故不行光合作用，依靠寄生于它的根上的真菌提供营养来源；其茎上覆以鳞片；五至六月間由莖頂處抽苔出白色長鍾形小花，花两性，辐射对称，花萼2-6裂，花瓣3-6，分离或合生；果实为蒴果，种子微细。

## 属
- 赯晶兰属 Allotropa Torr. et Gray
- 拟水晶兰属 Cheilotheca
- 合瓣晶兰属 Hemitomes Gray
- 水晶兰属 Monotropa L.
- 假水晶兰属 Monotropastrum
- 香晶兰属 Monotropsis Schwein. ex Ell.
- 毛晶兰属 Pityopus Small
- 黄晶兰属 Pleuricospora Gray
- 松滴兰属 Pterospora Nutt.
- 血晶兰属 Sarcodes Torr.

1981年的克朗奎斯特分类法将本科列入杜鹃花目，1998年根据基因亲缘关系分类的APG 分类法和2003年经过修订的APG II 分类法认为不应该单独分出一个科，将其合并到杜鹃花科中。